# Qiniella thai
Qiniella thai är en tvåvingeart som beskrevs av Mendes och Andersen 2002. Qiniella thai ingår i släktet Qiniella och familjen fjädermyggor.
Artens utbredningsområde är Thailand. Inga underarter finns listade i Catalogue of Life.